# Karl Gustav Dengel
Karl Gustav Dengel (* 6. Januar 1786 in Königsberg; † 4. März 1852 in Berlin), Pseudonym: Sigmar Freund, war ein deutscher Dichter und königlich-preußischer Regierungsrat.

## Leben
Karl Gustav Dengel kam in Königsberg als Sohn des Buchhändlers Karl Gottlieb Dengel und der Jeanne-Marie Dengel, geb. Le Noble, zur Welt. Er hatte einen älteren Bruder, Karl Georg Dengel (* 22. Dezember 1783; † nach 1852). Auch der spätere Major Karl Heinrich Dengel (* 2. Mai 1788; † 3. Juni 1842)  war einer seiner Brüder.
Im Wintersemester 1801/1802 immatrikulierte er sich als Student der Jurisprudenz an der Albertina.
1819 und noch 1825 war Dengel als Regierungsrat im preußischen Finanzministerium in Berlin. Später war er Mitarbeiter der Konsistorial-Behörden von Ost- und Westpreußen.
1831 lebte er in Köln, wo er eine Grammatik für Schulen herausgab.
Dengel verstarb am 4. März 1852 in Berlin und wurde auf dem Friedhof der Dreifaltigkeitsgemeinde beigesetzt. Sein Bruder Karl Georg Dengel und ein Onkel unterzeichneten die Todesanzeige.

## Werke
- (Mitherausgeber) Spaniens Staats-Verfassung durch die Cortes. Aus der Urschrift übertragen und hrsg. von Friedrich von Grünenthal und Karl Gustav Dengel. Ernst Heinrich Georg Christiani, Berlin 1819 (Digitalisat).
- (als Sigmar Freund) Jugendgedichte. G. Reimer, Berlin 1829; 2. durchgesehene und vermehrte Ausgabe. Mit dem Bruchstück einer Reise durch Italien. G. Reimer, Berlin 1832.
- (als Sigmar Freund) Probe und Bruchstükk einer deutschen Grammatik für die Rheinlande. Mit Beiträgen zur vergleichenden Sprachkunde mit einer Nachlese von lesbarem Ungelesenen. G. Reimer, Berlin 1832.